# Senožaty
Senožaty är en ort i Tjeckien.   Den ligger i regionen Vysočina, i den centrala delen av landet, 80 km sydost om huvudstaden Prag. Senožaty ligger 468 meter över havet och antalet invånare är 699.
Terrängen runt Senožaty är platt åt sydväst, men åt nordost är den kuperad. Runt Senožaty är det ganska tätbefolkat, med 90 invånare per kvadratkilometer. Närmaste större samhälle är Humpolec, 12,0 km öster om Senožaty. I omgivningarna runt Senožaty växer i huvudsak blandskog.